# Västerås IBF
Västerås IBF, Västerås innebandyförening, VIB, är en innebandyklubb i Västerås i Sverige. Klubben har cirka 850 utövande medlemmar.. 
Klubben har bildats genom en mängd olika sammanslagningar av olika klubbar i Västerås, bland annat klassiska Tomasgårdens IF. Efter framgångsrikt spel i näst högsta divisionen för herrar gick Västerås IBF till Elitseriekvalet 2007, men slutade sist i kvalserien och lyckades därmed inte nå Elitserien 2007/2008. Året efter lyckades man dock kvalificera sig för spel i Svenska Superligan genom att vinna division 1 mellersta.
Alexander Galante Carlström har även spelat för Västerås när de var i superligan.
Västerås IBF har haft sin hemmahall i Bombardier Arena nu är det nya hallen näst intill bombardier arena, Mälarenergi arena som delas med Skälby IBK och Västerås Rönnby tigers
Den 25 augusti 2010 meddelades att klubben ansöker om konkurs för verksamheten VIB Elit, som omfattar herrlaget i Superligan och damlaget i Division 1, men ungdomsverksamheten påverkas inte. KAIS Mora IF erbjöds platsen, och tackade ja.